# Geografia industrial
La humanitat sempre ha tingut la necessitat de transformar els elements de la naturalesa per a poder-se'n aprofitar. En un sentit genèric aquesta transformació de la naturalesa és el que podríem anomenar indústria. A l'element de la naturalesa que anem a transformar l'anomenem matèria primera i a l'objecte transformat i amatent per a usar l'anomenem producte elaborat. Si el producte obtingut necessita una segona elaboració es tracta d'un producte semielaborat, com per exemple les planxes d'acer que encara deuen usar-se per a fer cotxes, o claus.
La indústria va ser el sector motor de l'economia des del segle xix i fins a la Segona Guerra Mundial. Era el sector econòmic que més aportava al producte interior brut (PIB), i el que més mà d'obra ocupava, però des d'aleshores i amb l'augment de la productivitat gràcies a la millora de les màquines, i el desenvolupament dels serveis, ha passat a un segon terme. No obstant això, continua sent essencial, ja que no pot haver-hi serveis sense desenvolupament industrial.
Cap a finals del segle xviii, i durant el segle xix, el procés de transformació dels recursos de la natura sofreix un canvi radical, que es coneix com a revolució industrial. Aquest canvi consisteix, bàsicament, en la disminució del temps de treball necessari per a transformar un recurs en un producte útil, gràcies a la utilització, en el procés, de màquines. Això permet reduir els costos unitaris, i augmentar la productivitat, si bé és necessari incrementar els costos totals, el que fa imprescindible l'acumulació de capital. En aquells dies està plenament assentat en manera de producció capitalista, que pretén la consecució d'un benefici augmentant els ingressos i disminuint les despeses. Amb la revolució industrial el capitalisme adquireix una nova dimensió, i la transformació de la naturalesa arriba a límits insospitats fins aleshores.
Gràcies a la revolució industrial les regions es poden especialitzar, sobretot a causa de la creació de mitjans de transport eficaços, un mercat nacional i un altre internacional, el més lliure possible de traves aranzelàries i burocràtiques. Algunes regions es van a especialitzar en la producció industrial, conformant el que coneixerem com regions industrials.
El capital d'inversió, a Europa, procedeix de l'acumulació de riquesa a l'agricultura. El capital agrícola s'invertirà en la indústria i en els mitjans de transport necessaris per a posar en el mercat els productes elaborats.
En principi els productes industrials faran augmentar la productivitat de la terra, amb el que es podrà alliberar força de treball per a la indústria i es podran obtenir productes agrícoles excedentaris per alimentar a una creixent població urbana, que no viu del camp. L'agricultura, doncs, proporciona a la indústria cabdals, força de treball i mercaderies. Tot això és una condició necessària per al desenvolupament de la revolució industrial.
En els països del Tercer Món, i en alguns països d'industrialització tardana, el capital ho proporciona la inversió estrangera, que munta les infraestructures necessàries per distreure la riquesa i les plusvàlua que genera la força de treball; sense alliberar-se de les tasques agrícoles a la mà d'obra necessària, sinó només a la imprescindible. Al principi va haver de recórrer-se a l'esclavitud per a garantir la mà d'obra. Però el canvi de l'estructura econòmica, i la destrucció de la societat tradicional, va garantir la disponibilitat de suficient força de treball assalariada i voluntària.
- Els recursos naturals
- El mercat
- L'energia
- El transport
- Tipus d'indústria
- Teoria de la localització industrial
- Les regions industrials